# Diego González Rivas
Diego González Rivas (n. La Coruña; 1974) es un cirujano torácico español, creador de la técnica de cirugía torácica videoasistida mínimamente invasiva que opera con una sola incisión.

## Biografía
Hijo de una enfermera, es cirujano torácico del Complejo Hospitalario Universitario de La Coruña (CHUAC) y miembro de la Asociación Americana de Cirugía Torácica. Opera en todo el mundo y dirige el programa de videocirugía torácica en el Shanghai Pulmonary Hospital. Viajó a Estados Unidos para aprender cirugía videoasistida y perfeccionó la técnica de Thomas D’Amico para operar el tórax con dos incisiones hasta desarrollar la técnica Uniportal VATS, que opera el tórax mediante una sola incisión situando la cámara arriba y aliviando así los posoperatorios extremadamente duros de este tipo de operaciones, que reduce a dos o tres días. Al principio pensaron que solo se podía operar así la parte inferior de pulmón, pero pronto vio que se podía acceder así a todo el pulmón y por todos los lados, desarrollando otro concepto de instrumentación. Su técnica ha sido adoptada por muchos cirujanos torácicos en todo el mundo.

## Reconocimientos
En 2019, fue reconocido en China el Premio Nacional de Medicina en la categoría de Innovación y Técnicas Punteras, siendo el primer extranjero en recibir este galardón.
En 2021, fue uno de los galardonados con los Premios Solidarios ONCE Galicia 2021. En 2023, fue nombrado Gallego del Año, un certamen impulsado por El Correo Gallego, junto a Carmen Lence, Teresa Abelleira, Yolanda Castaño y Felipe Criado. En 2024, recibió el Premio Latido 2024 a la Excelencia por sus contribuciones al campo de la cirugía torácica.